# Klaus Reischl
Klaus Reischl (* 22. November 1966 in Deggendorf) ist ein deutscher Rechtswissenschaftler, Hochschullehrer und Rechtsanwalt. Er ist seit 2007 außerplanmäßiger Professor für Bürgerliches Recht, Zivilprozessrecht sowie Privatrechtsgeschichte der Neuzeit an der Universität Passau.

## Leben
Reischl wurde 1966 in Deggendorf als Sohn des Helfried Reischl geboren. Nach seiner Schulzeit in Grafenau studierte er von 1988 bis 1992 an der Universität Passau Rechtswissenschaften und promovierte dort im Jahr 1995 (Dissertation Zur Schenkung von Todes wegen (1996)). Nach dem zweiten Staatsexamen 1996 war Reischl als Legal Counsel für Rechtsanwälte tätig; weiterhin arbeitete er bis 2000 als wissenschaftlicher Mitarbeiter sowie als wissenschaftlicher Assistent an der Universität Passau. 2001 habilitierte er sich an der Universität Passau bei Hans-Joachim Musielak (Habilitationsschrift Die objektiven Grenzen der Rechtskraft im Zivilprozeß (2002)); venia legendi für Bürgerliches Recht, Zivilprozessrecht und Privatrechtsgeschichte der Neuzeit. 2007 wurde Reischl zum außerplanmäßigen Professor an der Universität Passau ernannt.
1998 war Reischl als Gastdozent für Deutsches Recht an der Sibirischen Föderalen Universität in Krasnojarsk tätig. Zwischen 2000 und 2004 übernahm Reischl Lehrstuhlvertretungen für Bürgerliches Recht und Zivilverfahrensrecht an der Ruprecht-Karls-Universität Heidelberg sowie an der Universität Passau. Seit 2004 hält Reischl regelmäßig Vorlesungen an der Universität Passau, insbesondere im Bürgerlichen Recht und Insolvenzrecht. Seit 2015 unterrichtet Reischl auch im LL.M.-Studiengang „Baurecht und Baubegleitung“ der Philipps-Universität Marburg.
Seit 2004 ist Reischl hauptberuflich als Rechtsanwalt tätig, zunächst in der Kanzlei Reischl Vachek Rechtsanwälte, seit 2009 in eigener Kanzlei. Seit 2006 ist Reischl Fachanwalt für Bau- und Architektenrecht, seit 2006 auch Fachanwalt für Insolvenzrecht. 2009 absolvierte er den Lehrgang Fachanwalt für Handels- und Gesellschaftsrecht.

## Veröffentlichungen (Auswahl)

### Monographien
- Klaus Reischl: Zur Schenkung von Todes wegen. In: Schriften zum Bürgerlichen Recht. Bd. 187. Verlag Duncker & Humblot, Berlin 1996.
- Klaus Reischl: Die objektiven Grenzen der Rechtskraft im Zivilprozeß. In: Veröffentlichungen zum Verfahrensrecht. Bd. 28. Verlag Mohr Siebeck, Tübingen 2002.

### Lehrbücher
- Klaus Reischl: Insolvenzrecht (= Reihe Schwerpunkte). C.F. Müller, Heidelberg. 1. Auflage 2008, 2. Auflage 2011, 3. Auflage 2014, 4. Auflage 2016, 5. Auflage (Heidelberg 2020), 6. Auflage (Heidelberg 2022).

### Kommentierungen
- Klaus Reischl: §§ 1113- 1203 BGB (Hypothek, Grundschuld, Rentenschuld), in: juris-Praxiskommentar BGB, Band 3 (Sachenrecht), 1. bis 10. Auflage (Saarbrücken 2023)
- Klaus Reischl: § 2301 BGB (Schenkung von Todes wegen), in: juris-Praxiskommentar BGB, Band 5 (Erbrecht), 1. bis 10. Auflage (Saarbrücken 2023)
- Klaus Reischl: §§ 1018-1112 BGB (Dienstbarkeiten, Vorkaufsrecht, Reallasten), in: BeckOK-BGB, Buch 3 (Sachenrecht), 67. Ed. 2023
- Klaus Reischl: §§ 19–40 VDuG (Verbraucherrechtedurchsetzungsgesetz), in: BeckOGK-Zivilverfahrensrecht, in Vorbereitung für 2024

### Aufsätze (Auswahl)
- Klaus Reischl: Materielle und prozessuale Aspekte zivilrechtlicher Auskunfts- und Rechenschaftsansprüche. In: Juristische Rundschau (JR) 1997, S. 404.
- Klaus Reischl: „Wissenszusammenrechung“ auch bei Personengesellschaften? In: Juristische Schulung (JuS) 1997, S. 783.
- Klaus Reischl: Grundfälle zu den Grundpfandrechten. In: Juristische Schulung (JuS) 1997, S. 125, S. 220, S. 318, S. 414, S. 516, S. 614.

- Klaus Reischl: Fortwirkung von Einreden bei der Ablösung einer Sicherungsgrundschuld. In: Juristische Rundschau (JR) 1998, S. 405.
- Klaus Reischl: Der Umfang der richterlichen Instruktionstätigkeit – ein Beitrag zu § 139 Abs. 1 ZPO. In: Zeitschrift für Zivilprozess (ZZP) 116 (2003), S. 81.
- Klaus Reischl: Verfahrenskonzentration durch Aufrechnungseinrede im europäischen Zivilprozess. In: Praxis des Internationalen Privat- und Verfahrensrechts (IPraX) 2003, S. 426.
- Klaus Reischl: Rechtskraftwirkung eines Versäumnisurteils gegen den Kläger. In: Zeitschrift für Zivilprozess (ZZP), 116 (2003), S. 493.
- Klaus Reischl: Relazioni tra le parti i giudici e i difensori (Die Beziehungen zwischen Gericht, Rechtsanwalt und Partei). Gutachten als deutscher Landesberichterstatter für den XII. Weltkongress für Verfahrensrecht, Mexiko-Stadt, 2003.
- Klaus Reischl: Grundfälle zum neuen Schuldrecht. In: Juristische Schulung (JuS) 2003, S. 40, S. 250, S. 453, S. 667, S. 865, S. 1076.
- Klaus Reischl: Schuldverhältnis des geschäftlichen Kontakts durch Gefälligkeitshandlungen. In: Festschrift für Hans-Joachim Musielak zum 70. Geburtstag, 2004, S. 412.